# Avenue Émile De Mot
L'avenue Émile De Mot relie l'avenue Louise à l'avenue Franklin Roosevelt, au-delà du carrefour formé par le boulevard de la Cambre et l'avenue Émile Duray. Elle longe sur un côté la balustrade des jardins de l'abbaye de La Cambre.

## Particularité
Cette avenue a six bandes de circulation.

## Ambassades et consulats
- Serbie et Montenegro

## Galerie

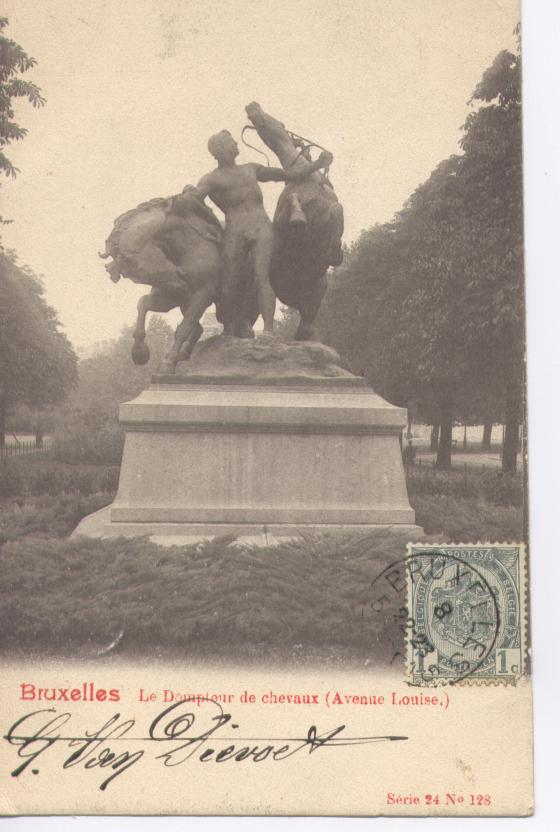
Le Dompteur de chevaux, sculpture par Thomas Vinçotte, 1885.